# Altarus Records
Altarus Records est un label discographique américain de musique classique, anciennement basé dans le Connecticut, actif entre les années 1980 et 2014.

## Histoire
Le label est fondé dans les années 1980, et officiellement enregistré le 13 avril 1993. Au départ, leurs LP et CD étaient livrés sans code-barres - ce qui n'était pas rare pour un petit label dans les années 1980. À partir de 1991, semble-t-il, leur distributeur américain est Albany et un code-barres leur est attribué, qui suit au moins la numérotation du label (ce qui n'est pas le cas des codes-barres de nombreux distributeurs, qui distribuent de nombreux labels différents) : 034066 [puis 4 chiffres d'un numéro d'étiquette puis] 2Y.
Les pianistes notables ayant enregistré pour Altarus incluent : Donna Amato, Joseph Banowetz, Charles Hopkins, John Ogdon, Jonathan Powell, Ronald Stevenson et Adam Wodnicki.